# Liste des cours d'eau de l'Azerbaïdjan

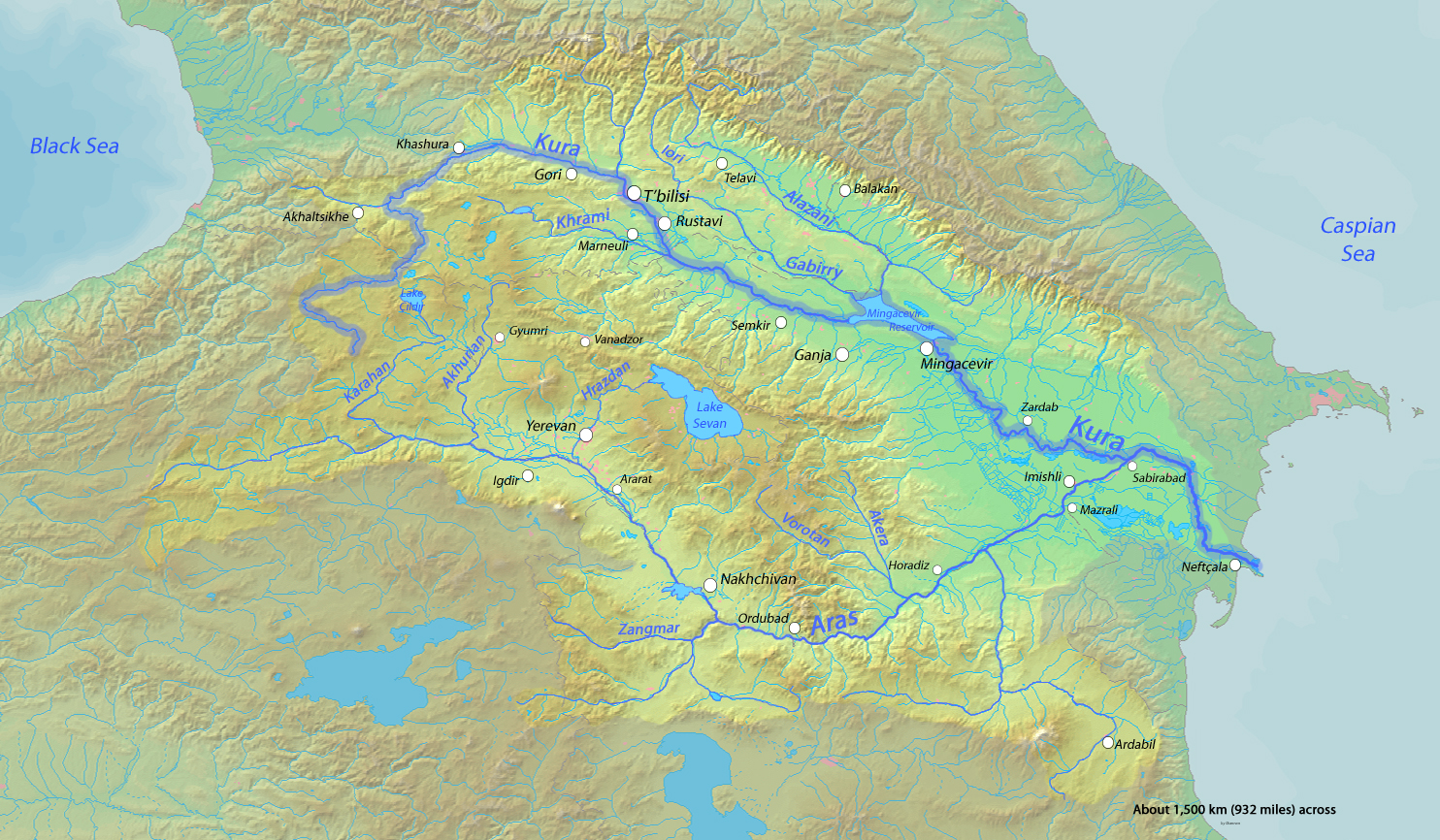
Carte des rivières en Azerbaïdjan et le Caucase.

Cet article présente une liste des cours d'eau d'Azerbaïdjan.

## Rivières
Les rivières constituent la partie principale des systèmes d’eau de l’Azerbaïdjan. Il y a plus de 8 359 rivières de tailles variées en Azerbaïdjan. Parmi eux, 8.188 rivières ont moins de 25 kilomètres de long. Seulement 24 rivières ont plus de 100 kilomètres de long,,,.

### Plus de 1000 km
- Koura - 1515 km
- Araxe - 1072 km

### 1000-100 km
- Ganikhtchay  - 413 km
- Gabirritchay  - 394 km
- Samour - 216 km
- Khrami - 201 km
- Tartar (rivière) - 200 km
- Soumgaittchay - 198 km
- Kuraktchay - 186 km
- Turyantchay - 180 km
- Bazartchay  - 178 km
- Bolqartchay - 163 km
- Eyritchay - 135 km
- Akstafatchay  - 133 km
- Arpatchay - 126 km
- Xatchintchay - 119 km
- Pirsaattchay - 119 km
- Goytchay - 115 km
- Gargartchay - 115 km
- Vilachtchay - 115 km
- Hékéritchay - 113 km
- Goudyaltchay - 108 km
- Goussartchay - 108 km
- Djeyranketchmaztchay - 100 km

### 100-50 km
- Gandjatchay, - 99 km
- Guilantchay - 99 km
- Elidjantchay - 98 km
- Vélvélétchay - 98 km
- Chamkirtchay - 95 km
- Garatchay - 93 km
- Zéyémtchay - 90 km
- Keundéléntchay - 89 km
- Guirdimantchay - 88 km
- Agsoutchay - 85 km
- Oxtchoutchay  - 85 km
- Lékértchay - 84 km
- Indjatchay - 83 km

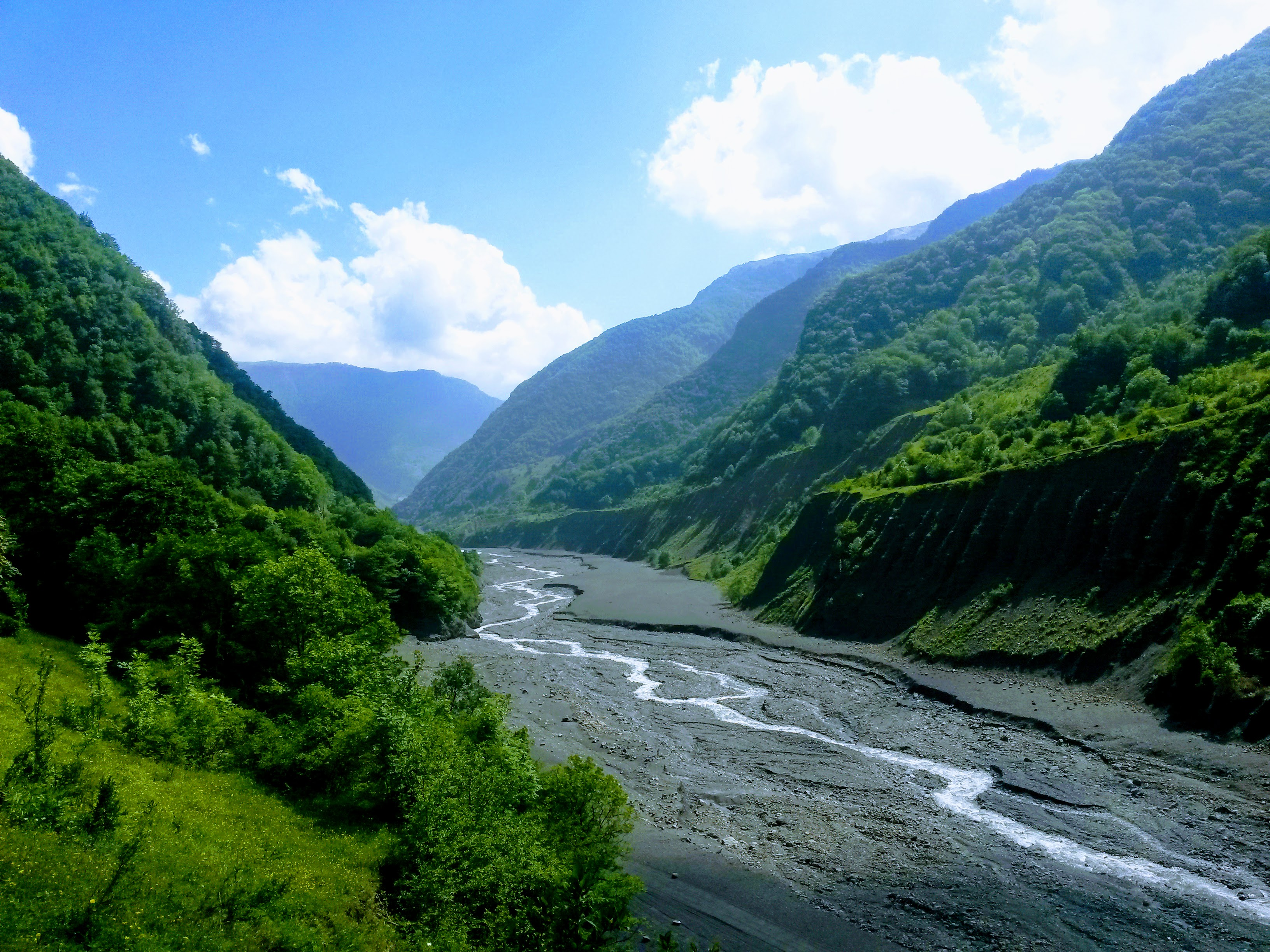
La rivière Kurmuktchay ou Kürmükçay. Mai 2021.

- Gouroutchay - 82 km (Khojavendet Fizuli)
- Lankarantchay - 82 km
- Gorantchay - 81 km
- Nakhitchevantchay - 81 km
- Gouroutchay -77 km (Gouba et Khatchmaz)
- Akhindjatchay - 76 km
- Gochgartchay - 76 km
- Guilguiltchay -72 km
- Héssénsoutchay - 71 km
- Démiraparantchay - 69 km
- Agtchay - 68 km
- Tchikiltchay - 68 km
- Tchagadjigtchay - 65 km
- Bala Koura - 63 km
- Hodjazsoutchay - 63 km
- Elindjétchay, 62 km
- Khonachéntchay - 62 km
- Djogaztchay - 60 km
- Djéyirtchay - 58 km
- Moukhakhtchay - 56 km
- Tikanlitchay, 56 km
- Kurmuktchay - 55 km
- Katekhtchay - 54 km
- Chabrantchay - 62 km
- Kunkutchay - 52 km
- Boumtchay - 51 km
- Indjatchay - 51 km (Jabrayil)
- Zabouktchay - 51 km
- Geuytépétchay - 50 km